# Macrocentrus fossilipetiolatus
Macrocentrus fossilipetiolatus är en stekelart som beskrevs av Lou och He 2000. Macrocentrus fossilipetiolatus ingår i släktet Macrocentrus och familjen bracksteklar. Inga underarter finns listade i Catalogue of Life.